# نظرات في أسباب عظمة الرومان وسقوطهم
نظرات في أسباب عظمة الرومان وسقوطهم هو عمل فلسفي كتبه مونتسكيو في سنة 1734، عن روما القديمة والقوى السياسية فيها وإساءة استخدامها وأسباب سقوطها.

## وصلات خارجية
- Article d'analyse et bibliographie par Catherine Volpilhac-Auger